# 틈새시장
틈새시장(niche market, -市場)은 고객 구매 패턴, 기호, 선호도 등을 분석하여 특정 시장을 집중적으로 공략한 것이다. 제한된 자원에 집중하여 비교우위를 확보할 수 있는 기회를 제공한다는 점에서 시장을 형성하고 지속시키기 유리하다. 예를 들어 특정 소비자 집단, 일부 품목, 특정 지역을 집중적으로 공략하는 것을 말한다.

## 같이 보기
- 시장 세분화
- 마케팅 전략
- 니치 (동음이의)